# Egin kantu!
Egin kantu! (canta! en llengua basca) va ser un programa de televisió, un concurs de talents musical, emès per EITB Media de 2006 a 2010 i presentat per Nerea Alias. Un concurs de talents musicals amb votació dels espectadors i elements de programes de telerealitat, l'objectiu de la qual era trobar la pròxima sensació del cant del país basc i navarresa.
El talent xou es va transmetre entre 2006 i 2010, amb bon acolliment i audiència, sent un format d'èxit de EITB Mitjana. Va ser un dels programes més reeixits de EITB Mitjana, amb una de les quotes d'audiència més altes de la cadena ETB 1.

## Història
Va ser un concurs de talents musical (talent xou musical), emès per la cadena ETB 1 i distribuït per EITB Media. El programa va ser produït per la productora Baleuko i dirigit pel productor de cinema i televisió Eduardo Barinaga.
El programa es va emetre entre els anys 2006 i 2010, comptant amb bon acolliment i audiències, sent un format d'èxit de EITB Media. Va ser un dels programes més reeixits de EITB Media, amb quotes d'audiència d'al voltant de 8-10% (de les quotes d'audiència més altes de la cadena).
El programa es va començar a emetre al setembre de 2006, en la cadena ETB 1. La presentadora del talent va ser Nerea Alias, durant les quatre temporades del programa. El programa va acabar després de quatre temporades l'any 2010, que va ser l'última emissió del concurs.
El concurs va donar a conèixer a nombrosos artistes del panorama musical basc. El talent va ser una pedrera de talents, del qual van sorgir posteriorment diversos cantants i artistes de renom, com María Ereña, Elene Arandia, Izar Algueró, Maialen Diez,...

## Format
El format del programa seguia un funcionament semblant a uns altres com a Operació Triomf (OT), La Veu i altres.
Els participants del concurs devien en primer lloc passar una audició de selecció on eren seleccionats o no per a participar. Després d'això, ja dins del concurs, els concursants s'anaven enfrontant els uns als altres en diferents duels. Els guanyadors de cada programa eren triats pel públic, que votava els seus cantants favorits. Així gal·la després de gala i duel rere duel fins a conèixer-se el guanyador o guanyadors. En cada programa els concursants cantaven tant cançons en llengua basca com èxits internacionals i hits del moment.
En cada programa l'audiència votava al seu aspirant preferit (vot del públic) fins que hi hagués un guanyador.
Els concursants havien de superar diferents fases d'un càsting per a poder ser concursants en el programa.
En cada gala del programa hi havia un participant convidat (convidat només en aquest episodi, era un "participant convidat d'un només episodi/gala"). Després de totes les actuacions dels concursants en aquesta gala, el participant convidat cantava una cançó, mentre el públic votava als concursants i el vot del públic es comptava.

## Cançons
Els concursants solien competir amb èxits nacionals i internacionals del moment (2006-2010). Entre ells, «Zapatillas» (El Canto del Loco), «Me voy» (Julieta Venegas), «Ni Una Sola Palabra» (Paulina Rubio), «Vas a volverme loca» (Natalia), «Cien gaviotas» (Duncan Dhu), «A toda mecha» (Santa Justa Klan), «La maleta del abuelo» (Maria Isabel), «Y Yo Sigo Aquí» (Paulina Rubio), «20 de Enero» (La Oreja de Van Gogh), «Video Killed the Radio Star» (The Buggles), «Wake Me Up Before You Go-Go» (Wham!), «Besos» (El Canto del Loco), «Kisiera yo saber» (Melendi), «Limón y sal» (Julieta Venegas), «True Blue» (Madonna), «Muñeca de trapo» (La Oreja de Van Gogh)...
A més també solien competir amb èxits en llengua basca del moment, tals com, «Lokaleko leihotik» (Betizu Taldea), «Gora Gora Betizu» (Betizu Taldea), «Kolperik jo gabe» (Betizu Taldea), «Ez gaitu inork geldituko» (Urtz), «Ilargia» (Ken Zazpi), «Lau teilatu» (Itoiz), «Marea gora» (Itoiz) o altres.

## Productes del programa
Com el xou de talents va ser un dels més reeixits de EITB Media, molts van ser els productes i marxandatge que van sorgir d'ell. Entre els productes publicats es troben, entre d'altres, el CD oficial amb cançons del programa, el DVD oficial amb els capítols del programa o el CD-DVD oficial amb un karaoke del programa.

### Grup de música
El CD oficial del programa va ser gravat pels guanyadors del programa (grup de música oficial del programa): Maialen Diez, Oihan Larraza, Beñat Urkiola i Ane Gonzalez. A més, en un dels seus discos, van comptar amb la col·laboració del cantant i ex-integrant del grup de música Betizu Taldea Telmo Idígoras.
El grup de música format per Maialen Diez, Oihan Larraza, Beñat Urkiola i Ane Gonzalez (grup de música Egin Kantu) va substituir al grup de música Betizu Taldea (2002-2006).
A més, un altre dels productes del talent xou van ser els concerts de Egin kantu!. Els concursants i guanyadors del programa van oferir diferents concerts per tot el País Basc, interpretant les cançons oficials del programa.

## Equip
El programa comptava amb un equip de professors i coaches professionals. El coach vocal del programa era Joxe Mendizabal i la professora de ball i coreògrafa era Naiara Santacoloma.
Després de superar totes les fases del càsting, els concursants preparaven cadascuna de les seves actuacions prèviament amb diverses classes i assajos de veu i cant i dansa.

## Participants (concursants)
Entre els participants (concursants) que han participat en Egin Kantu! en alguna de les edicions o temporades es troben, entre altres: Ane Negueruela, Elene Arandia, María Ereña, Maialen Urbieta, Izar Algueró, Maialen Diez, Beñat Urkiola, Oihan Larraza, Ane González, Ainhoa Nieto, Itxaso Gil, Ixone Andreu, Andoni Polo, Naroa Merino, Imanol Aparicio, Joxan Mendizabal, Sara Larrañaga, Unai Miranda, Silvia Raya, Ukerdi Arrondo, Leire Garijo, Irati Echarri, Naiara Urresti, Ernesto Garitaonandia, Helena Elizondo, Maddi Aldasoro, Inge Garziandia, Amaia Lertxundi, Iara Barriga, Mirari Corchete, Helene Zeberio...

## Impacte cultural
El concurs Egin kantu! va suposar un èxit per a la gran majoria de la generació de nens nascuts en els 90. La seva llarga durada (2006-2010) i les seves altes quotes d'audiència ho van fer molt popular i conegut al País Basc Sud (CAV i Navarra), sent un producte audiovisual molt conegut.